# Paranerita grandis
Paranerita grandis är en fjärilsart som beskrevs av Rothschild 1909. Paranerita grandis ingår i släktet Paranerita och familjen björnspinnare. Inga underarter finns listade i Catalogue of Life.